# Poky
El poky es un subgénero de música electrónica surgido en España a partir del hard house británico, y que a su vez pertenece a la rama musical hard dance. Sus primeros trazos aparecieron alrededor del 2000, pero no fue hasta 2003 cuando se consolidó prácticamente como género independiente.
No está claro si el término poky nació de una interjección moderna con la que varios pinchadiscos españoles intentaban reproducir con sílabas el sonido de dicho estilo, o bien si era un término meramente descriptivo de los seguidores del estilo que bailaban imitando gestos similares a los utilizados al repartir cartas en el póquer, por lo que pasaron a denominarse pokeros y el estilo en sí mismo poky.

## Introducción y pinchadiscos originarios
No está exactamente confirmado quién pudo introducir este género tan especial de música, pero determinadas sesiones y producciones apuntan a que debido a la gran influencia que el productor levantino Head Horny's tenía con el hard house británico, éste puso de manifiesto un estilo propio y novedoso, que hizo que otros productores españoles se animaran a continuar la estela de dicho fenómeno introduciendo los mismos característicos motivos de aquella nueva moda e incluso exagerándolos.
De este manera, podemos asegurar que el nuevo modo de hacer hard house, esto es, poky, nació en la zona levantina gracias a su apuesta por pinchadiscos como Dj Miguel Serna o Chumi Dj, que lo aplicó en sus directos de la manera más alentadora creando así el método de mezcla único en España llamado mezcla al subidón, consistente en hacer coincidir las subidas de las bases poky con los estribillos del vocal dance o de las melodías.
Casi simultáneamente, pinchadiscos de música progressive en el centro de España, principalmente en Madrid, como fue el caso de Dj Napo, adoptaron esta estimulante forma de mezclar los discos con poky, lo que hizo que se estableciera un canon a la hora de pinchar, que todos los demás pinchadiscos acogieran dicha norma, y que el público a día de hoy lo considere totalmente imprescindible al escuchar o disfrutar de una sesión de este estilo en una sala.

## Época dorada del poky
Los creadores y productores de lo que generó un amplísimo repertorio de bases poky, que eran incluidas en prácticamente todos los cortes secundarios de los discos dance/progressive o incluso vinilos solo dedicados a ello, fueron principalmente Head Horny's, Jordi Robles (Tim Wokan), Juanma DC y Danny Boy, Fun Team Djs, Dj Ray (aka Tom Hafman), Alex Trackone, Raúl Soto, Miguel serna ...
Muchos pinchadiscos se unieron a la causa ofreciendo auténticos espectáculos en cabina como fue el caso de Jumper Brothers que exageraban los rasgos del poky aumentando la velocidad de las mezclas y provocando la locura del público en sus sesiones semanales de Panic en la popular sala Groove (Pinto, Madrid). Además de Chumi Dj, que recorrió toda la península con su especial y contundente técnica. Miguel Serna, Ismael Lora, Dj Napo, Christian Millán, Oskar Akagy, Dj Juandy, Dj Marta, Dj Toñin, fueron más pinchadiscos que se caracterizaban por utilizar poky en sus mezclas.

## Características y rasgos
Entre las características de este tipo de música se encuentran: un ritmo duro y acelerado, con un fuerte bombo de notable pegada y secuencias de riffs con sonidos simples y sintes agudos repetitivos y estridentes.
La velocidad puede estar entre 140 y 160 bpms, aunque por norma general suele ser producido a 145 bpms.
Este tipo de música está creada para ser mezclada casi simultáneamente con otros estilos de música afines y de estructuras semejantes, como es el caso de otros estilos dentro del hard dance, llamados vocales o conocidos popularmente como cantaditas y que se englobarían correctamente dentro del estilo dance, vocal trance o italo dance y que merecerían una descripción detallada fuera de esta explicación. El poky en España también suele ser combinado con estilos como el hands up, progressive trance y hard trance.

## Sociología y público
En nuestros días, se denomina pokero al seguidor y consumidor de discotecas en las que ofrecen dicho estilo de música. Popularmente estos acuden a polígonos industriales lejos de la urbe donde normalmente se encuentran las salas de este estilo. Hay que decir, que estos jóvenes son una mayoría preponderante de entre todos los consumidores de esta música en la zona de Madrid, pero no forma parte de su totalidad, ni tampoco corresponde con el resto de jóvenes seguidores del poky en el resto de España. 
Sin embargo, el declive cultural que ha sufrido el público de dicho estilo no se debe más que a un fenómeno que puede experimentar cualquier estilo de música o moda en general cuando se alcanza una popularidad extrema en su momento y se produce la masificación de público, acogiendo casi todo tipo de niveles culturales y estatus.

## Sesiones y discotecas de poky en España
Las salas, discotecas o sesiones más conocidas y famosas en España en las que se pinchaba y/o se pincha auténtico poky son las siguientes:
- Discoteca Radical (Torrijos, Toledo)
- Panic! (Pinto, Madrid)
- Splass, x-kándalo, (Coslada, Madrid)
- Skammer (Deva, Guipúzcoa)
- Itzela-Dcibelia (Oyarzun, Guipúzcoa)
- Jazzberri (Arróniz, Guipúzcoa)
- Play-Young Play (Hernani, Guipúzcoa)
- Crazy/Concept (Lemona, Vizcaya)
- KKO (Torrevieja, Alicante)
- Rockola (Mislata, Valencia)
- Virtual (Valencia)
- Aixa Galiana (Ávila)
- Seven (Zaragoza)
- Pirámide (Cabanes, Castellón)
- Límite (Santomera, Región de Murcia)
- Fantasy (Almansa, Albacete)
- Harder (Alcalá de Henares - Pinto, Madrid)
- Fabrik (Humanes de Madrid - Fuenlabrada, Madrid)
- Lab Madrid (Madrid)
- Ministry (Getafe, Madrid)
- Dixy (Cuenca)
- Kapital Young (Madrid)
- Xilocopas (Segovia)
- Rebelión (Valdepeñas, Ciudad Real)
- Atope (Villa del Prado, Madrid)
- Orbita (Munera, Albacete)
- Seven (Zaragoza)
- La Riviera (Madrid)
- Fusión (Alcorcón, Madrid)
- Kubik (Fuenlabrada, Madrid)
- Nemirak (Arganda del Rey, Madrid)

## Etapa contemporánea y pinchadiscos en activo
Hemos de diferenciar tres grandes clases de pinchadiscos en activo: aquellos que originaron el estilo poky pero que solo ofrecen temas old school o remember y siguen reproduciendo los mismos temas míticos de siempre para una buena parte de los resquicios del público o bien están retirados; aquellos que nacieron en la etapa de total auge dentro del estilo y aquellos que nacieron en la segunda etapa del estilo, cinco años antes de que comenzase su final tanto en España como en Europa. 
Podríamos catalogar en el primer grupo a pinchadiscos como: Chumi Dj, Dj Marta, Dj Napo, Dj Toñín, Miguel Serna, MHHM, Dj Suze, Di Carlo, Christian Millán, Dj Reke y un largo etcétera de figuras del remember.

## Actuales productores y sellos discográficos españoles
Tras el receso casi simultáneo de los productores originarios y sellos más importantes que se mantuvieron en la escena, a día de hoy han surgido nuevos representantes de la música poky, que inician o continúan una nueva aventura dirigida a un público escaso pero exigente y con bastante repercusión fuera de España.
No dejan de fundarse sellos de menor importancia debido a la afluencia de nuevas producciones y nuevos productores.